# 공포분자
공포분자(恐怖分子, The Terroriser)는 대만에서 제작된 에드워드 양 감독의 1986년 영화이다. 무건인 등이 주연으로 출연하였다.

## 출연

### 주연
- 무건인
- 이립군
- 왕안

### 조연
- 금사걸
- 고보명
- 유명